# روبية أفغانية

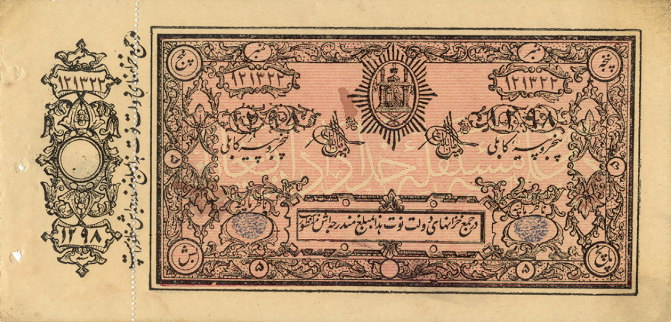
الإصدار الورقي لخمسة روبيات أفغانية.

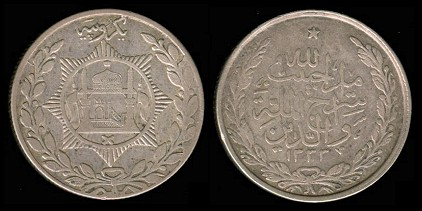
1 روبية أفغانية.

الروبية الأفغانية كانت عملة أفغانستان حتى عام 1925. تجدر الإشارة إلى أنه تم إصدار أول روبية في القرن السادس عشر على يد الملك الأفغاني شر شاه أثناء فترة حكمه لشمال الهند، حيث لاتزال الهند وباكستان تستخدمان الروبية الخاصة بهما، بينما أفغانستان لا تستخدمه اليوم، حيث أن عملتها الحالية هي الأفغاني.